# Jürg Willi
Jürg Willi (ur. 16 kwietnia 1934 w Zurychu, zm. 8 kwietnia 2019) – szwajcarski psychiatra specjalista  psychoterapii  psychodynamicznej, naukowiec, wykładowca.

## Życiorys
Jürg Willi był drugim z czworga dzieci  profesora Neonatologii Heinricha Willi (1900-1971) i jego żony Marie-Louise Chuardt (1904-1991). W roku 1960 ukończył medycynę w specjalizacji psychiatrii na uniwersytecie w Zurychu, obroniwszy swoją pracę doktorską u prof. Medarda Bossa. Aż do 1999 był dyrektorem kliniki psychiatrycznej Uniwersyteckiego Szpitala w Zurychu oraz profesorem Polikliniki Psychiatrii, Psychoterapii i Psychosomatycznych Chorób na Uniwersytecie w Zurychu. Kierował instytutem szkoleniowym założonej przez niego terapii układowej w Zurychu.
Od 1965 J. Willi wprowadził  jako pierwszy w niemieckojęzycznym nurcie terapeutycznym problematykę relacji partnerskich i rozwoju osobistego w związkach partnerskich. Te obszary były centrum jego działań badawczych i edukacyjnych. Jürg Willi wprowadził w psychodynamicznej terapii relacji partnerskich terminy: koluzji, koewolucji psychologicznej, osobistej niszy, ekologicznej psychoterapii  oraz problematykę  relacji psychoterapii z duchowością.

## Odznaczenia
W 1999 roku przyznano mu tytuł doktora honoris causa Uniwersytetu we Fryburgu. W 2002 został laureatem International Otto Mainzer Price w Nowym Yorku  za  wkład w naukę o miłości. Jego książka The relationship between two people została uznana jako jedna ze stu arcydzieł literatury psychoterapeutycznej w Alfred Pritzens Book.

## Prace

### jako autor
- Die Schizophrenie in ihrer Auswirkung auf die Eltern. Untersuchungen der Eltern von 15 jugendlichen Schizophrenen, Diss. Orell Füssli, Zürich 1962.
- Anwendung des gemeinsamen Rorschach-Versuchs in Ehetherapie und Forschung. Rorschachiana 11, German Edition. Hans Huber Verlag, Bern 1974. ISBN 978-3-45630-616-2
- Der Gemeinsame Rorschach-Versuch. Diagnostik von Paar- und Gruppenbeziehungen. Hans Huber, Bern. ISBN 978-3-45630-575-2
- Die Zweierbeziehung. Spannungsursachen, Störungsmuster, Klärungsprozesse, Lösungsmodelle. rororo, Reinbek 1975. ISBN 978-3-49962-758-3  (Mehrere Auflagen; in 7 Sprachen übersetzt)
- Therapie der Zweierbeziehung. Klett-Cotta, Stuttgart 1978. (Mehrere Auflagen; vollständig überarbeitete Neuausgabe mit Untertitel: Einführung in die analytische Paartherapie - Anwendung des Kollusionskonzepts - Beziehungsgestaltung im therapeutischen Dreieck. 2008. ISBN 978-3-60894-522-5; in 4 Sprachen übersetzt)
- Ko-evolution – die Kunst gemeinsamen Wachsens Rowohlt, Reinbek 1985 (Neuauflage 1989. ISBN 978-3-49918-536-6)
- Die Zweierbeziehung. Spannungsursachen - Störungsmuster - Klärungsprozesse - Lösungsmodelle. Analyse des unbewußten Zusammenspiels in Partnerwahl und Paarkonflikt: das Kollusionskonzept. rororo, Reinbek 20. Auflage 1990. ISBN 978-3-49960-509-3
- Was hält Paare zusammen? rororo, Reinbek 1991. (10. Auflage 1993. ISBN 978-3-499-60508-6; Rowohlt, Reinbek 1997. ISBN 978-3-49919-394-1; in drei Sprachen übersetzt)
- Ökologische Psychotherapie. Wie persönliche Entwicklung und Lebenssituation sich wechselseitig beeinflussen. Rowohlt, Reinbek 2005. ISBN 978-3-49961-982-3 (in zwei Sprachen übersetzt)
- Psychologie der Liebe. Persönliche Entwicklung durch Partnerbeziehungen. rororo, Reinbek 2002 (7. Auflage 2004. ISBN 978-3-49961-634-1; in drei Sprachen übersetzt)
- Wendepunkte im Lebenslauf. Persönliche Entwicklung unter veränderten Umständen - die ökologische Sicht der Psychotherapie. Klett-Cotta, Stuttgart 2007. ISBN 978-3-60894-438-9  (4. Auflage 2013. ISBN 978-3-60894-809-7)
- Die Kunst gemeinsamen Wachsens Herder Verlag, Freiburg 2007. ISBN 978-3-45129-607-9

### jako współautor
- Mit Margaretha Dubach: Viktor, Nock und Sadi-Madi. Verlag Sauerländer, Aarau 1967
- Mit Manfred Bleuler und Hans Rudi Bühler: Akute psychische Begleiterscheinungen körperlicher Krankheiten. Thieme Verlag, Stuttgart 1984. ISBN 978-3-13308-501-4
- Mit Edgar Heim u. a.: Psychosoziale Medizin. Gesundheit und Krankheit in bio-psycho-sozialer Sicht. Teil 1: Grundlagen. Springer, Berlin 1986. ISBN 978-3-54016-121-9
- Mit Felix Tretter, Manfred Zumtobel und Michael B. Buchholz: Psychoökologie. Psychosozial-Verlag, Gießen 1988. ISBN 978-3-93009-606-0
- Mit Horst-Eberhard Richter und Hans Strotzka: Familie und seelische Krankheit - eine neue Perspektive der Psychologischen Medizin und Sozialtherapie. Rowohlt, Reinbek 1990. ISBN 978-3-49805-681-0
- Mit Margaretha Dubach: Die Ueberwindung des Menschseins. Nach der Heilmethode von Prof. Pilzbarth. Haffmans Verlag, Zürich 1994.ISBN 978-3-25100-264-1 (Neuauflage: Walter Verlag, Olten 2003. ISBN 978-3-53042-169-9)
- Mit Margaretha Dubach: Das wahre Leben der Helvetia. Haffmans, Zürich 1998. ISBN 978-3-251-00398-3
- Mit Claus Buddeberg: Psychosoziale Medizin. Lehrbuch, Springer, Berlin 2. Auflage 1998. ISBN 978-3-54063-955-8
- Mit Margaretha Dubach: Die sonderbaren Badekuren von Prof. Pilzbarth. Begleitbuch zu den Ausstellungen von Margaretha Dubach und Jürg Willi. Haffmans, Zürich 2001.ISBN 978-3-251-00528-4
- Mit Robert Frei und Georg Hänny: Ökologische Psychotherapie. Rowohlt, Reinbek 2005. ISBN 978-3-49961-982-3
- Mit Berhard Limacher: Wenn die Liebe schwindet: Möglichkeiten und Grenzen der Paartherapie. Klett-Cotta, Stuttgart 2005 (2. Auflage 2007.ISBN 978-3-608-94409-9)
- Mit Tobia Bezzola, Thomas Binotto, Beat Brechbühl, Margaretha Dubach, Alois Maria Haas, Herbert Meier und Niklaus Oberholzer: Margaretha Dubach: Von den verborgenen Geschichten der Dinge. Benteli, Bern 2011. ISBN 978-3-7165-1686-7